# Grace Mugabe
Grace Ntombi Zodwa Mugabe (Benoni, Sudáfrica, 23 de julio de 1965) es una política zimbabuense, viuda del expresidente Robert Mugabe.  Fue primera dama de Zimbabue desde su matrimonio en 1996 hasta la renuncia de su esposo en 2017. En 2014 fue designada como jefa del Frente Femenino del ZANU-PF.
La Unión Europea y los Estados Unidos la han sancionado por su papel en el régimen de Robert Mugabe. Se desconocía su paradero desde el golpe de Estado en Zimbabue de 2017, hasta que circuló la primera foto pocas horas después de la renuncia de su esposo, en la que aparecían ambos en una residencia en Harare.

## Vida personal
Grace Ntombi Zodwa nació en Benoni, Sudáfrica. Hija de padres emigrantes, es la cuarta de cinco hijos. En 1970, se mudó a Zimbabue, en esa época llamada Rodesia, para vivir con su madre Idah Marufu en Chivhu; mientras su padre permanecía trabajando en Sudáfrica para mantener a la familia. Asistió a la escuela primaria en Chivhu y luego a la secundaria Kriste Mambo en Manicalandia.
Se casó con el piloto de la fuerza aérea Stanley Goreraza, con quien tuvo un hijo, Russell Goreraza, en 1984.
Mientras trabajaba como secretaria del presidente Robert Mugabe, se convirtió en su amante mientras aún estaba casada con Stanley Goreraza y tuvo dos hijos: Bona, que lleva el nombre de la madre de Mugabe, y Robert Peter Jr. En ese tiempo Mugabe estaba casado con su primera mujer Sally Hayfron, que posteriormente fallecería por cáncer de colon.
Después de la muerte de la primera esposa de Mugabe, la pareja se casó en una misa católica titulada por la prensa de Zimbabue como "La boda del siglo". En el momento de su matrimonio, Grace Mugabe tenía 31 años y Robert Mugabe, 72 .
En 1997, dio a luz al tercer hijo de la pareja, Chatunga Mugabe.
Grace Mugabe se matriculó como estudiante de pregrado en la Escuela de Artes Liberales, en la Universidad Renmin de China en 2007, estudiando el idioma chino. Se graduó en 2011; sin embargo, admitió que no dominaba el chino después de terminar el grado.

## Zanu-PF
En 2014 Grace lideró la operación que terminó con el relevo de Joice Mujuru. Entonces acusó a la número dos del gobierno de ser "corrupta, chantajista, incompetente, chismosa, mentirosa e ingrata". Además, le atribuyó colaborar con la oposición y la población blanca para socavar las conquistas logradas con la independencia. Pocos meses después, Mujuru fue apartada del cargo.

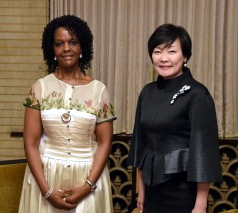
Grace Mugabe con la esposa del primer ministro de Japón Akie Abe (en Japón, 28 de marzo de 2016)

Desde 2016, la participación de la primera dama en la política interna de ZANU-PF ha originado rumores que señalan que ella está al frente de una de las facciones secretas del partido, el G40 (Generación 40). La otra facción, Lacoste, está supuesta mente dirigida por el entonces vicepresidente Emmerson Mnangagwa. El faccionalismo en ZANU PF es principalmente el resultado de las batallas por la sucesión de Mugabe.
La disputa entre Grace Mugabe y Mnangagwa llegó a un punto de inflexión a fines de septiembre de 2017, cuando ambas partes se señalaron mutuamente en las reuniones públicas de ZANU PF. Mientras se dirigía a una reunión en el servicio conmemorativo de Mahofa, Mnangagwa afirmó que había sido envenenado en una manifestación de interfaz juvenil ZANU PF en Gwanda. Poco después de las declaraciones de Mnangagwa, el presidente Robert Mugabe convocó una reorganización del gabinete de choque en lo que muchos creyeron que fue un ejercicio de cambio de poder. Mnangagwa perdió el ministerio de Justicia. El mes de octubre de 2017 marcó la influencia política máxima de Grace Mugabe en ZANU PF.[cita requerida]
En noviembre de 2017, Grace fue pieza fundamental en el despido del entonces vicepresidente, Emmerson Mnangagwa, después de castigarlo por causar divisiones internas en ZANU PF. Poco después, Grace expresó sus intenciones de ocupar el puesto de vicepresidenta. El país estaba en una gran tensión y poco después, mientras Emmerson Mnangagwa buscaba refugio fuera de Zimbabue, los militares tomaron el poder en un golpe sin derramamiento de sangre bajo el mando del general Constantino Chiwenga. Grace Mugabe fue notablemente invisible en este momento, habiendo informes de que a ella se le había negado el refugio en Sudáfrica y que se le había permitido la entrada a Namibia. El 19 de noviembre, Grace Mugabe y 20 de sus asociados fueron expulsados del ZANU-PF.

## Controversias
Antes del casamiento, Grace utilizó alrededor de 660 000 dólares estadounidenses de fondos estatales para construir su propia mansión de 30 dormitorios que llamó "Gracelands". Cuando se dictaminó que la construcción de la propiedad era ilegal, vendió la mansión a ciudadanos libios por cuatro millones de dólares y retuvo los beneficios.
Su gusto por la ropa de alta costura le granjeó el sobrenombre de Gucci Grace. Exhibe con orgullo el anillo de diamantes valorado en cerca de 1,3 millones de euros que su marido le regaló en 2016, por su décimo aniversario de bodas, y, según Wikileaks, consigue llevar este estilo de vida gracias al comercio con los llamados diamantes de sangre.
Mientras que sus simpatizantes destacaban su trabajo en organizaciones caritativas y asistenciales, y se referían a ella como Doctora "Amai" (madre en español), sus detractores la acusaban de haber emprendido una campaña despiadada en busca de riquezas e influencia. Entre sus muchos negocios en el país africano se incluye una gran explotación agraria en las afueras de Harare, la capital de Zimbabue. Los Mugabe tienen fincas agrícolas y ganaderas en todo el país, muchas en la rica región norteña de Mashonaland, expropiadas ilegalmente a dueños de raza blanca. Su compañía de productos lácteos, Alpha Omega, es una de las que domina el mercado en Zimbabue.

### Corrupción
Antes de que se impusieran prohibiciones contra los viajes de la clase élite de Zimbabue, Grace a menudo tomaba prestado un avión de la flota nacional para irse de vacaciones a Londres o a la capital francesa.[cita requerida]

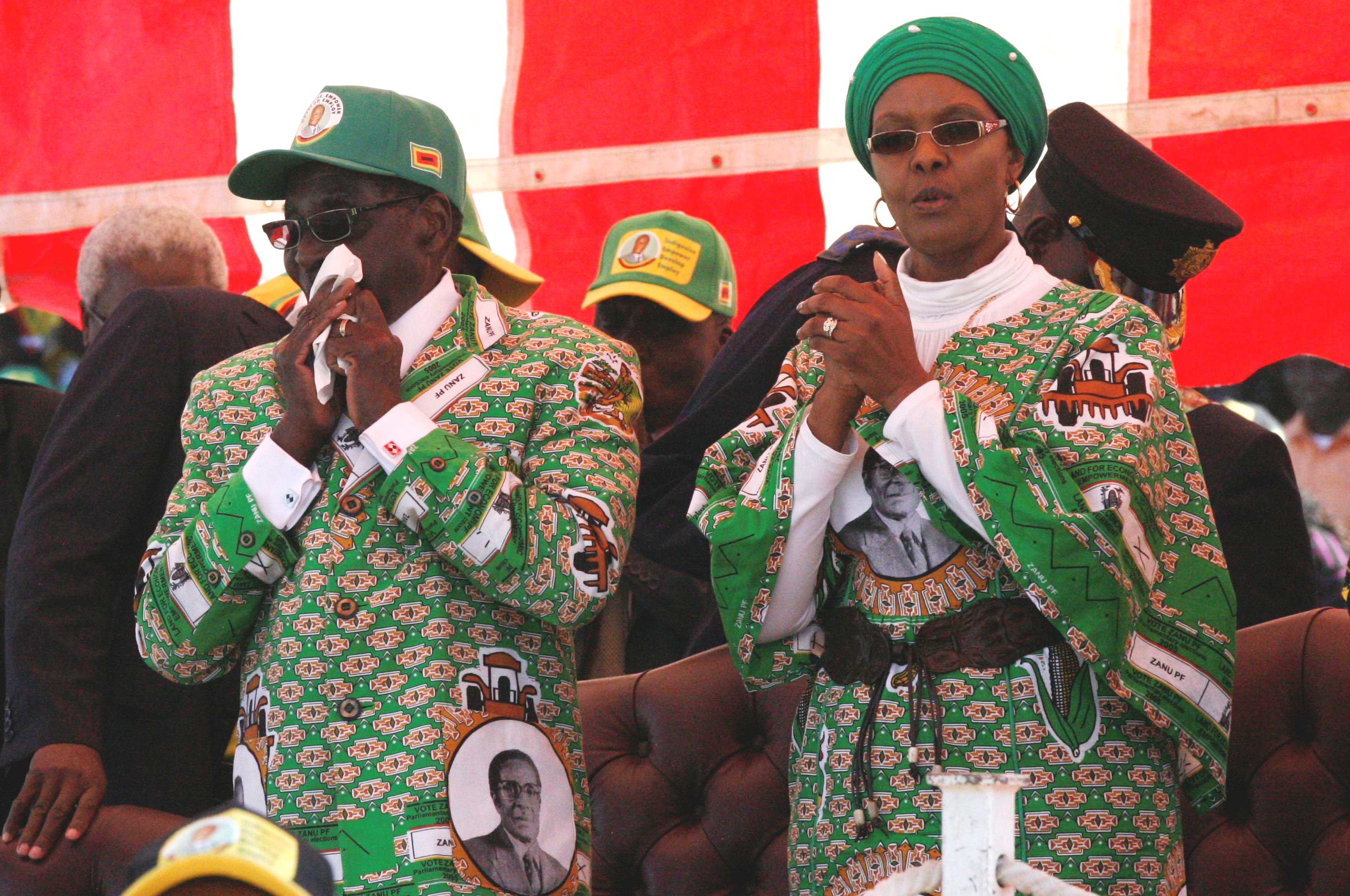
Con Robert Mugabe en agosto de 2013

En Londres, solía hospedarse en una suite del lujoso hotel de cinco estrellas Claridge's. Desde allí disfrutaba ir de compras a Harrods, el centro comercial más famoso de la capital británica, acompañada por sus guardaespaldas. Se desplazaba por la ciudad a bordo de su Mercedes Benz. Podía gastar más de 60.000 dólares en una sola tarde. Sus hijos son criticados por prácticas similares. El mayor, de su pasado matrimonio con Stanley Goreraza, importó dos limusinas Rolls-Royce en septiembre a su país, que tiene un 90% de desempleo. El menor, Chatunga, se filmó a principio de mes volcando un champán de más de 250 dólares sobre su reloj incrustado en diamantes.[cita requerida]

### Caso de agresiones a un fotógrafo en Hong Kong
La reputación de Mugabe por la violencia y el mal genio le valió el apodo de "Dis-Grace" en el país. También ha habido incidentes en el extranjero: The Times informó el 18 de enero de 2009 que, mientras estaba en viaje de compras en Hong Kong, donde su hija Bona Mugabe era estudiante universitaria, Mugabe ordenó a su guardaespaldas que atacara a un fotógrafo del Sunday Times, Richard Jones fuera de su hotel de lujo. Luego se unió al ataque, golpeando repetidamente a Jones en la cara mientras llevaba anillos incrustados de diamantes, causándole cortes y abrasiones. Posteriormente, se le concedió la inmunidad de enjuiciamiento "en virtud de las normas diplomáticas chinas" debido a su condición de esposa de Mugabe.

### Caso Gabrielle Engels
En agosto de 2017, sorprendió a Robert en una habitación de Johannesburgo junto a la modelo sudafricana Gabrielle Engels, de 20 años. Grace irrumpió en la habitación y la golpeó con un cable. «Yo no tenía ni idea de quién era. Caminó hacia mí con un cable y empezó a golpearme. Me golpeó una y otra vez (...) hasta que conseguí escapar», explicó Engels a los medios locales. La joven mostró una cicatriz en la cara que, según dijo, le impedirá seguir trabajando como modelo. "Mi carrera está arruinada", sostuvo. Grace regresó a su país a pesar de que pende sobre ella en Sudáfrica una acusación por agresión debido a que tenía inmunidad diplomática.

## Sanciones
Grace Mugabe está sujeta a las sanciones impuestas por Estados Unidos y la Unión Europea. Los Mugabe son acusados de apropiarse ilegalmente de tierras de terceros, amañar elecciones y violar los derechos de la oposición.

## Golpe de Estado de 2017
Mientras Robert Mugabe se encuentra confinado en su casa por los militares, se rumorea que Grace escapó a Namibia para buscar asilo, aunque se menciona que está detenida en una base militar del país africano.